# Abies Sect. Oiamel
Секција Oiamel је део рода јела који обухвата високопланинске мексичке врсте. Ова секција се дели у две подсекције које броје три врсте:

 — хикелова јела

 — света јела
 — вехарова јела